# Landkreis Main-Spessart
Landkreis Main-Spessart is een Landkreis in de Duitse deelstaat Beieren. De Landkreis telt 125.976 inwoners (31 december 2020) op een oppervlakte van 1.321,41 km². Kreisstadt is Karlstadt.

## Indeling
Main-Spessart is verdeeld in 40 gemeenten, waarvan zeven de status van stad hebben. Acht andere gemeenten mogen zich Markt noemen. Verspreid over het westen en noorden van het Landkreis liggen in totaal 11 gebieden die niet gemeentelijk zijn ingedeeld.
| Steden 1. Arnstein 2. Gemünden am Main 3. Karlstadt 4. Lohr am Main 5. Marktheidenfeld 6. Rieneck 7. Rothenfels | Märkte 1. Burgsinn 2. Frammersbach 3. Karbach 4. Kreuzwertheim 5. Obersinn 6. Thüngen 7. Triefenstein 8. Zellingen |

Overig gemeenten
1. Aura im Sinngrund
2. Birkenfeld
3. Bischbrunn
4. Erlenbach bei Marktheidenfeld
5. Esselbach
6. Eußenheim
7. Fellen
8. Gössenheim
9. Gräfendorf
10. Hafenlohr
11. Hasloch
12. Himmelstadt
13. Karsbach
14. Mittelsinn
15. Neuendorf
16. Neuhütten
17. Neustadt am Main
18. Partenstein
19. Rechtenbach
20. Retzstadt
21. Roden
22. Schollbrunn
23. Steinfeld
24. Urspringen
25. Wiesthal

Niet gemeentelijk ingedeeld
1. Burgjoß (23,13 km²)
2. Forst Aura (23,42 km²)
3. Forst Lohrerstraße (21,35 km²)
4. Frammersbacher Forst (16,81 km²)
5. Fürstlich Löwensteinscher Park (30,67 km²)
6. Haurain (3,14 km²)
7. Herrnwald (2,99 km²)
8. Langenprozeltener Forst (8,66 km²)
9. Partensteiner Forst (19,36 km²)
10. Ruppertshüttener Forst (17,82 km²)